# Деменково (Луганская область)
Деменково (укр. Деменкове) — село, относится к Новоайдарскому району Луганской области Украины.
Население по переписи 2001 года составляло 105 человек. Почтовый индекс — 93542. Телефонный код — 6445. Занимает площадь 0,52 км². Код КОАТУУ — 4423180703.

## Местный совет
93500, Луганська обл., Новоайдарський р-н, смт. Новоайдар, вул. Дружби, 1  (укр.)